# 915

سنة 915 كانت سنة بسيطة تبدأ يوم الأحد (سوف يظهر الرابط التقويم الكامل للعام) حسب التقويم اليولياني.

## أحداث
- يناير - معركة غاريليانو: القوات الفاطمية تمنى بالهزيمة على يد تحالف مسيحي

## مواليد
- الحكم المستنصر بالله
- معز الدولة البويهي
- أبو الطيب المتنبي الشاعر المعروف. (توفي 965 م).

## وفيات
- حباسة بن يوسف
- عروبة بن يوسف